# Tymon Tymański

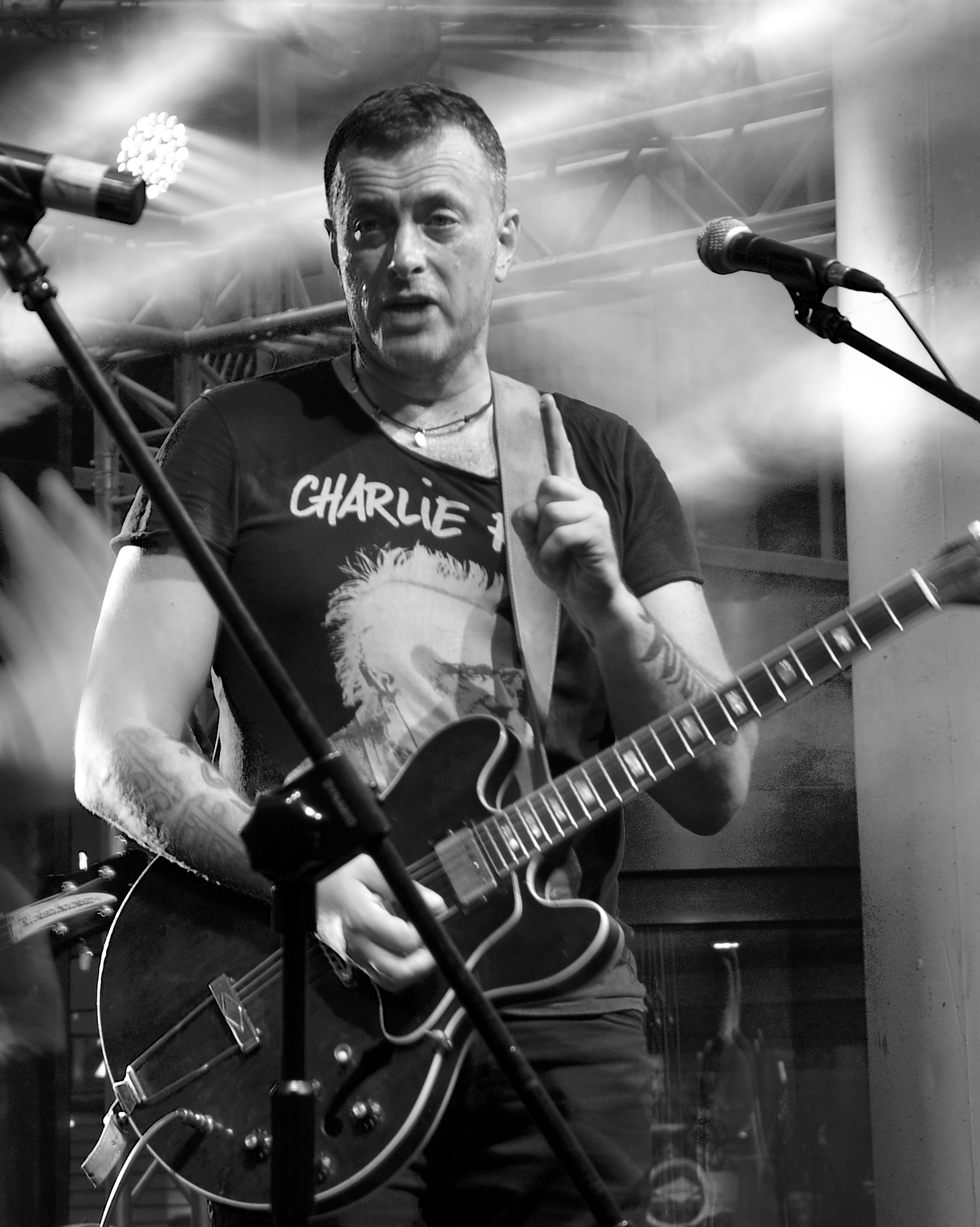
Tymański 2015.

Ryszard Waldemar „Tymon“ Tymański (* 30. September 1968 in Danzig) ist ein polnischer Musiker (Kontrabass, E-Bass, Gitarre, Gesang), Performer, Komponist.

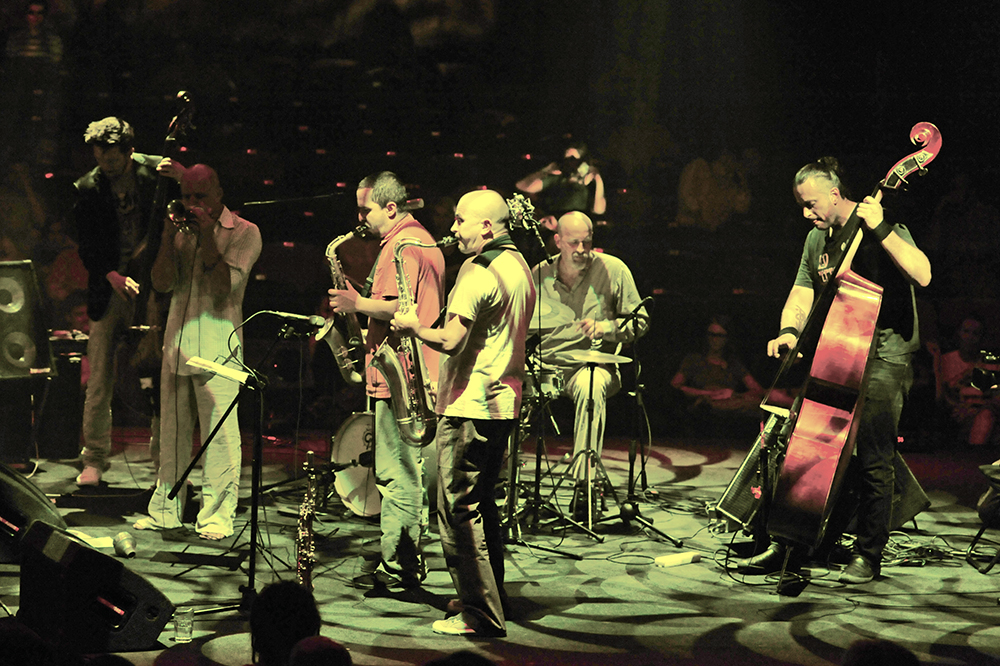
Das Tymon Tymański Yass Ensemble tritt im Juli 2010 im OCH-Teatr in Warschau, Polen auf.

## Leben und Wirken
Tymański trat zunächst Mitte der 1980er Jahre als Autor von und Schauspieler in experimentellen Theaterstücken in Erscheinung. Bereits als Kind lernte er Gitarre, später wechselte er zum E-Bass. Mit einem Schulfreund gründete er die Band The Howling Dogs.
1983 gründete er Sni Sredstvom za Uklanianie, damals eine Post-Punk/New-Wave-Band. 1986 begann er das Studium der Anglistik an der Universität Danzig und trat er der bekannten Danziger Performance-Gruppe Totart bei. Zwei Jahre später ging aus Sni Sredstvom Miłość hervor, die wichtigste Band der Yass-Szene. Tymański gilt als Erfinder des Begriffs Yass. 1992 gründete er seine zweite wichtige Band Kury, mit der er u. a. 1998 mit einem Fryderyk ausgezeichnet wurde. Nach der Auflösung der Yass-Szene widmete sich Tymański zunehmend einfacheren Formen des Rock, v. a. mit seiner Band Tymon & the Transistors.
Weitere Bands Tymańskis waren Tymon i Trupy, Czan, NRD, The Users, Masło, Tymański Yass Ensemble. Auch moderierte er in den 1990er Jahren zwei Fernsehsendungen (Dzyndzylyndzy und Brzóska Show). 2001 erschien sein Buch (gemeinsam mit Zbigniew Sajnóg) Chłopi 3. Im selben Jahr wurde er mit einem Paszport Polityki fürs Gesamtwerk ausgezeichnet. Für seinen Soundtrack zu Wojciech Smarzowskis Film Wesele wurde ihm ein Orzeł verliehen. 2013 erschien seine Autobiografie ADHD.
Auf dem 2024 erschienen Album Republikacje interpretiert er Lieder von Grzegorz Ciechowskis Band Republika.
Tymański ist Buddhist. Seine Werke enthalten häufig Referenzen zu Zen-Buddhismus.
Er war Miteigentümer des Musiklabel Biodro Records.

## Diskografie
- Tymon i Trupy Songs for Genpo (Music Corner Records, 1996)
- Kury P.O.L.O.V.I.R.U.S. (Biodro Records, 1998)
- NRD Sport i religia (Not Two Records, 1998)
- Tymon & Transistors Wesele (ZIC ZAC, 2004)
- Sni Sredstvom Za Uklanianie 1983–1986 (Biodro Records, 2006)
- Tymański Yass Ensemble Free Tibet (Biodro Records, 2008, mit Antoni Gralak, Ireneusz Wojtczak, Wojciech Mazolewski, Jakub Staruszkiewicz sowie Gästen)
- Krzysztof Trebunia-Tutka & Tymon Tymański Zbójnickie (Agora, 2017)
- Paszkwile (Neigong Music, 2019)
- Republikacje (S7 Records, 2024)